# RS-401
Pour les articles homonymes, voir Route 401.
La RS-401 est une route locale de l'État du Rio Grande do Sul, située dans la mésorégion métropolitaine de Porto Alegre. Elle relie la municipalité de General Câmara à celle d'Eldorado do Sul. Elle dessert les communes de General Câmara, São Jerônimo, Charqueadas et Eldorado do Sul, et est longue de 41 km. Elle débute à l'embranchement avec les RS-130 et RS-244 et s'achève à la jonction avec la BR-290.